# Баранник Петро Іванович
Петро Іванович Баранник (31 січня 1895 — 31 серпня 1988) — доктор медичних наук, професор (з 1946 року), Заслужений діяч науки УРСР.

## Біографія
Народився 31 січня 1895 року. В 1941—1968 роках завідувач кафедри загальної гігієни Київського медичного інституту та професор-консультант до 1978 року. Директор Київського медичного інституту в 1937—1941 роках, декан санітарно-гігієнічного факультету в 1948—1957 роках.
Нагороджений орденом Червоної Зірки, двома орденами Трудового Червоного Прапора, іншими нагородами.
Помер 31 серпня 1988 року.

## Наукова робота
Фундаментальні дослідження професора П. І. Баранника в галузі гігієни водопостачання, узагальнені в докторській дисертації «Очистка воды реки Днепр коагуляцией», лягли в основу розробки методів очистки питної води на головних спорудах водогонів України та СРСР.
Професор Баранник автор понад 70 наукових праць. Йому належать перші україномовні підручники з гігієни.
Основна наукова діяльність присвячена гігієнічним проблемам водопостачання та водовідведення, води водойм, гігієни населених місць.
Під його керівництвом виконано 35 дисертацій.

## Пам'ять

меморіальна дошка

1 лютого 2007 року на одному з копусів Київського медичного інституту Петру Бараннику встановлено гранітну меморіальну дошку.